# On the Job 2: The Missing 8
On the Job 2: The Missing 8 è un film del 2021 diretto da Erik Matti.
Seguito di On the Job (2013), è stato presentato in concorso alla 78ª Mostra internazionale d'arte cinematografica di Venezia.

## Distribuzione
Il film è stato presentato in anteprima il 10 settembre 2021 in concorso alla 78ª Mostra internazionale d'arte cinematografica di Venezia.

## Riconoscimenti
- 2021 - Mostra internazionale d'arte cinematografica
  - Coppa Volpi per la migliore interpretazione maschile a John Arcilla
  - In concorso per il Leone d'oro al miglior film